# Хмелёвка (приток Волги)
Хмелёвка — река в России, протекает по Воротынскому району Нижегородской области и Горномарийскому району Республики Марий Эл. Устье реки находится в 2060 км от устья Волги по правому берегу. Длина реки составляет 12 км.
Река берёт начало в Цепельской роще (Горномарийский район, Марий Эл), почитаемой священной в марийской традиционной религии. Течёт на северо-запад параллельно Суре, в среднем течении образует границу Марий Эл и Нижегородской области. Впадает в Чебоксарское водохранилище между посёлком Васильсурск и слободой Хмелёвка.

## Данные водного реестра
По данным государственного водного реестра России относится к Верхневолжскому бассейновому округу, водохозяйственный участок реки — Волга от устья реки Ока до Чебоксарского гидроузла (Чебоксарское водохранилище), без рек Сура и Ветлуга, речной подбассейн реки — Волга от впадения Оки до Куйбышевского водохранилища (без бассейна Суры). Речной бассейн реки — (Верхняя) Волга до Куйбышевского водохранилища (без бассейна Оки).
Код объекта в государственном водном реестре — 08010400312110000040487.